# Nanjiao (socken i Kina, Henan, lat 34,76, long 114,36)
Nanjiao (kinesiska: 南郊, 南郊乡) är en socken i Kina. Den ligger i provinsen Henan, i den centrala delen av landet, omkring 64 kilometer öster om provinshuvudstaden Zhengzhou. Antalet invånare är 22 304. Befolkningen består av 11 230 kvinnor och 11 074 män. Barn under 15 år utgör 18,0 %, vuxna 15-64 år 73 %, och äldre över 65 år 7,0 %.
Genomsnittlig årsnederbörd är 681 millimeter. Den regnigaste månaden är juli, med i genomsnitt 182 mm nederbörd, och den torraste är januari, med 4 mm nederbörd.